# Black Messiah (album)
Ne doit pas être confondu avec Black Messiah.
Albums de D'Angelo & The Vanguard
Voodoo
(2000)
Singles
1. Really Love
Sortie : 15 décembre 2014

Black Messiah est le troisième album de l'artiste D'Angelo, mais le premier crédité sous le nom D'Angelo and the Vanguard. Quatorze ans après le précédent album Voodoo, Black Messiah sort le 15 décembre 2014 sur le label RCA Records.
Il a permis à D'Angelo de remporter deux Grammys Awards, celui du Grammy Award du meilleur album R&B et celui de la Meilleure chanson R&B pour Really Love, lors de la 58e cérémonie des Grammy Awards qui s'est déroulée le 15 février 2016.

## Contexte de la sortie de l'album
D’Angelo commença sa carrière musicale en 1995 avec la sortie d'un premier album intitulé Brown Sugar. En 2000, il sortit un second album intitulé Voodoo, qui le fait connaitre du grand public. Salué par la critique, cet album est récompensé par le Grammy Award du meilleur album R&B de l'année 2000. Fort de ce succès, D'Angelo effectue une tournée mondiale, le Voodoo Tour. Cependant, il développe une addiction à la drogue, qui influe négativement sur la qualité de ses spectacles. De surcroît, il semble avoir certain mal à gérer célébrité et exposition médiatique. Ces deux raisons l’amènent à se mettre en retrait du public et de la scène musicale après un concert, en retournant chez lui à Richmond en Virginie et en refusant toutes les propositions des médias ou d'autres artistes. En avril 2001, Fred Jordon, l'un de ses proches qui travaillait notamment pour MTV, se suicide ; cet événement affecte énormément D'Angelo et ce dernier développe une dépendance à l'alcool en plus de ses problèmes de drogue. Cette maladie devenant de plus en plus invalidante, ses projets d'album Live et d'un nouvel album avec son groupe Soultronics, tous deux prévus pour après la tournée, sont annulés, et la direction de Virgin décide de retirer les financements initialement attribués à ces deux projets.
En 2005, sa compagne de l'époque se sépare de lui, son imprésario fit de même à cause de certains contentieux, et la majorité de sa famille prit ses distances avec lui. Il se sépare aussi de son manager Dominique Trenier et du responsable de sa précédente tournée, Alan Leeds.
En janvier 2005, il est arrêté et inculpé pour possession de marijuana et cocaïne. Plusieurs clichés filtrent alors dans la presse people, le montrant en surpoids. La même année, après un accident de voiture et une arrestation pour conduite en état d'ébriété et pour possession de Marijuana, D'Angelo doit s'éloigner de son label Virgin Records et suivre un programme de désintoxication à la clinique Crossroads Centre à Antigua. En 2005, son contrat est racheté par J Records, confirmant un rapprochement avec Bad Boy Records. Durant cette période, D'Angelo ne produit plus de chanson ou d'album mais continue toutefois à collaborer avec différents artistes de hip-hop et de R&B comme J Dilla sur son album The Shining sorti en 2006, Snoop Dogg sur Tha Blue Carpet Treatment sorti en 2006 aussi, Common sur Finding Forever sorti en 2007, ou encore Q-Tip sur The Renaissance en 2008.

## Enregistrement de l'album

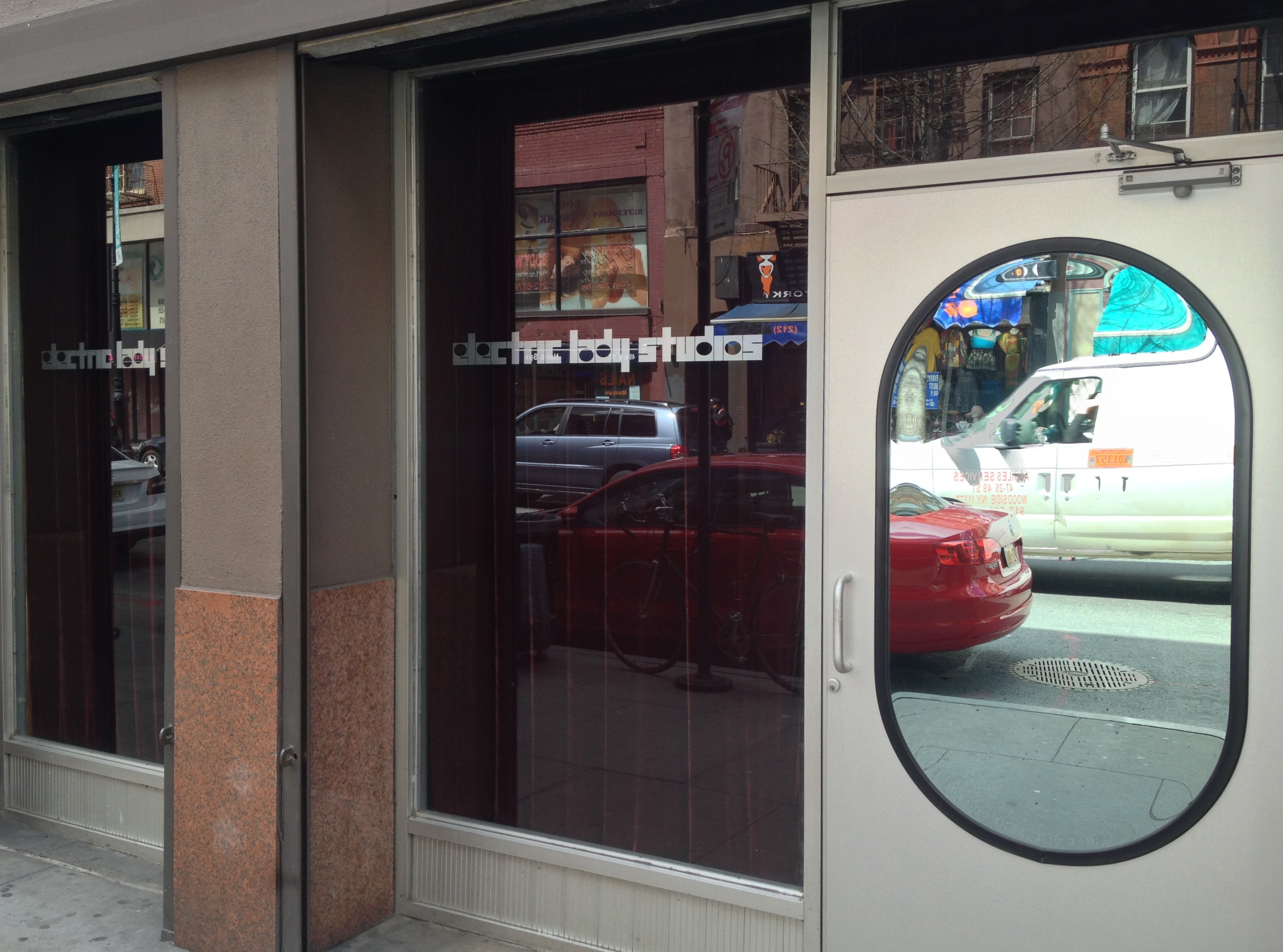
Electric Lady Studios, où l'album fut enregistré.

En 2005, D'Angelo commence à travailler sur ce nouvel album qui deviendra neuf ans plus tard Black Messiah. Au début de ce chantier, il souhaite s'initier à plusieurs instruments de musique en complément du piano afin de pouvoir contrôler totalement la construction de ce nouvel album, à l'instar de l'artiste Prince qui travaillait ainsi. Son imprésario, Russel Elevado, décrit les premiers résultats ainsi : « comme si Parliament/Funkadelic rencontrait Les Beatles et Prince, avec une continuelle énergie à la Jimi Hendrix ». Cependant, ceux qui peuvent écouter les premiers enregistrement les trouvent « non-finalisés ». D'autres artistes proches de D'Angelo partagent aussi leurs inquiétudes quant à la durée de production, particulièrement longue.
Les années suivantes, D’Angelo rencontre divers problèmes personnels qui le replongent dans de fortes addictions à la drogue et à l'alcool. En septembre 2005, il a un accident de voiture dont il sort avec de sérieuses blessures, notamment à l'abdomen. Une semaine après cet événement, son imprésario rassure néanmoins son public et confirme « que D'Angelo était impatient de terminer sa création musicale et de la présenter au public ».
Aucune annonce publique n'est faite sur Black Messiah avant que Questlove ne diffuse sur la radio autrichienne Triple J Radio un titre non finalisé intitulé Really Love, version acoustique de la chanson qui sera présente sur l'album. Cette fuite envenime pendant un temps la relation entre les deux artistes.En 2009, la nouvelle manageuse de D'angelo Lindsay Guiton révèle un certain nombre d'informations sur le nouvel album, notamment la liste des collaborateurs : Prince, Kanye West, Busta Rhymes et John Mayer. Elle confie que « D'Angelo est de nouveau heureux et prêt à revenir sur le devant de la scène. Et il est a retrouvé la forme, pour la précision ». En revanche, aucune précision n'est donnée sur une possible date de sortie de l'album ou de tournée.
En janvier 2011, Russell Elevado met à jour le statut de l'album sur son site Internet et écrit : « Pino Palladino et James Gadson ont rejoint D'Angelo à New York pour finaliser le découpage des pistes pour le nouvel album (oui, « LE » nouvel album). Nous sommes officiellement en train de terminer cette étape ! Je n'ai pas besoin de préciser à tout le monde que ça va être un album terrible. Les fans de D'Angelo seront extrêmement heureux de savoir que leur attente va prochainement prendre fin et que cet album sera sans doute un futur classique ». Puis, dans une autre note sur son site web, il ajoute : « Depuis mon dernier post, j'ai continué à travailler avec D'Angelo, nous venons juste de terminer cinq mois d'enregistrement ».
Dans une interview publiée le 1er décembre 2011 sur Pitchfork, Questlove déclare que l'album est « terminé à 97 % » et que D'Angelo est en train de finaliser les paroles des chansons. Fin novembre 2011, D'Angelo annonce une série de concerts en Europe pour l'année 2012. Cette tournée débute le 26 janvier à Stockholm en Suède et se termine le 10 février. Les concerts comportent des reprises de ses précédents succès et certaines chansons de l'album à venir. Il interprète ainsi Sugah Daddy, Ain't That Easy, Another Life et The Charade. Le 1er septembre 2012, D'Angelo participe au festival Budweiser Made In America organisé par Jay-Z, durant lequel il interprète The Charade et Sugah Daddy.

## Sortie et promotion
Le 14 décembre 2014, Kevin Liles, le manager de D'Angelo, partage un teaser de 15 secondes de l'album sur YouTube. Deux jours après, le titre Sugah Daddy est publié sur le site web Red Bull's 20 before 15. L'album sort finalement le 15 décembre 2014, après une première diffusion publique à New York. Le titre est mis en ligne sur iTunes, Google Play Music et Spotify. D'après le New York Times, D'Angelo voulait initialement de sortir cet album en 2015 mais les événements liés à Ferguson et Eric Garner l'ont poussé à avancer la date de sortie. Cette sortie surprise est alors comparée à celle de l'album Beyoncé, de l'artiste Beyoncé Knowles, en 2013.
Une tournée européenne intitulée The Second Coming est annoncée en novembre 2014. Le groupe de D'Angelo, The Vanguard, comprend le batteur John Blackwell, le bassiste Pino Palladino, Jesse Johnson, Isaiah Sharkey et le claviste Cleo « Pookie » Sample. La tournée débute le 1er février 2015 prend fin le 7 mars à Bruxelles.

## Réception critique
Black Messiah fut très largement salué par la critique. Metacritic, qui assigne une note basée sur les différentes critiques émises par la presse spécialisée, donne à cet album un note de 95/100, à partir de 18 critiques. Dans une critique publiée dans le magazine Rolling Stone, Rob Shefield salue cet album qui est pour lui « un chef-d’œuvre de la soul expérimentale », alors que Greg Kot du Chicago Tribune déclare que l'album « plonge tout à la fois dans le funk et dans des sujets sérieux sans pour autant que la qualité en soit dégradée ». Angus Batey déclare, dans le magazine New Musical Express, que c'est « l'un des meilleurs albums de l'année » avec des titres « dont on sent qu'ils furent travaillés durant dix ans avec de la patience et beaucoup de foi. » Jon Pareles écrit dans le New York Times que Black Messiah présente la musicalité de D'Angelo « avec toutes ses excentricités glorieuses ».

## Liste des titres
| 1.    | Ain't That Easy              | 4:49 |
| 2.    | 1000 Deaths                  | 5:49 |
| 3.    | The Charade                  | 3:20 |
| 4.    | Sugah Daddy                  | 5:02 |
| 5.    | Really Love                  | 5:44 |
| 6.    | Back to the Future (Part I)  | 5:22 |
| 7.    | Till It's Done (Tutu)        | 3:51 |
| 8.    | Prayer                       | 4:33 |
| 9.    | Betray My Heart              | 5:55 |
| 10.   | The Door                     | 3:08 |
| 11.   | Back to the Future (Part II) | 2:24 |
| 12.   | Another Life                 | 5:58 |
| 55:54 |                              |      |

## Classement
| Chart (2014)                  | Peak position |
| ----------------------------- | ------------- |
| Autriche (Ö3 Austria Top 40)  | 50            |
| Nouvelle-Zélande (RIANZ)      | 30            |
| Pays-Bas (Mega Album Top 100) | 14            |
| Royaume-Uni (UK Albums Chart) | 47            |